# 라이키팝
하효진의 라이키팝은 대한민국의 방송국 CBS, 라디오 채널 CBS 표준FM에서 월요일 ~ 토요일 밤 8시 5분부터 9시까지 방송되는 팝 음악 전문 라디오 프로그램이다.

## 진행자
- 2024년 6월 3일 ~ 2025년 6월 28일 : 채선아 아나운서
- 2025년 6월 30일 ~ 현재 : 하효진

## 코너
- 오늘의 좋아요

## 지역 프로그램
- 방송 하는 지역 : 강원CBS, 강원영동CBS, 충북CBS, 광주CBS, 전남CBS, 대구CBS, 포항CBS, 부산CBS, 울산CBS, 경남CBS, 대전CBS

- 방송 안하는 지역 : 전북CBS, 제주CBS

- 월요일 ~ 토요일 밤 8시 5분대에 방송되는 지역CBS 프로그램

| 프로그램        | 방송지역       | 방송국  | 진행자 |
| --------------- | -------------- | ------- | --- |
| 한밤의 프레이즈 | 전북특별자치도 | 전북CBS | 오메가워십(월) / 제이사운드(화) / 예람들교회 찬양팀(수) / 웨이브 프로젝트(목) / 리스트워십 + 위드엘찬양팀(금) |
| DAY BY DAY      | 제주특별자치도 | 제주CBS | 류도성 아나운서                                                                                               |

## 같이 보기
- CBS 표준FM